# المنتزه الوطني للحسيمة
المنتزه الوطني الحسيمة هو منتزه وطني مغربي، يوجد في إقليم الحسيمة في جهة طنجة تطوان الحسيمة شمال المغرب. يمتد المنتزه على مساحة 460 48 هكتارا، منها 000 19 هكتار في المجال البحري. تحده جنوبا الطريق الوطنية رقم 16، المعروفة بالمدار المتوسطي. يعتبر منتزه الحسيمة أكبر محمية طبيعية في الساحل المتوسطي المغربي، ويتميز بوسط طبيعي ظل محميا من الاستغلال البشري، عبر التاريخ، سمته المورفولوجية الأساسية هي التضاريس الجبلية الريفية و الأجراف الساحلية. على مستوى الثروة الحيوانية، تعرف محمية الحسيمة باحتضانها للأسماك الراقية (الدلفين الأزرق والأبيض)، إضافة ل 69 نوعا من الطيور.

## الخصائص الجغرافية

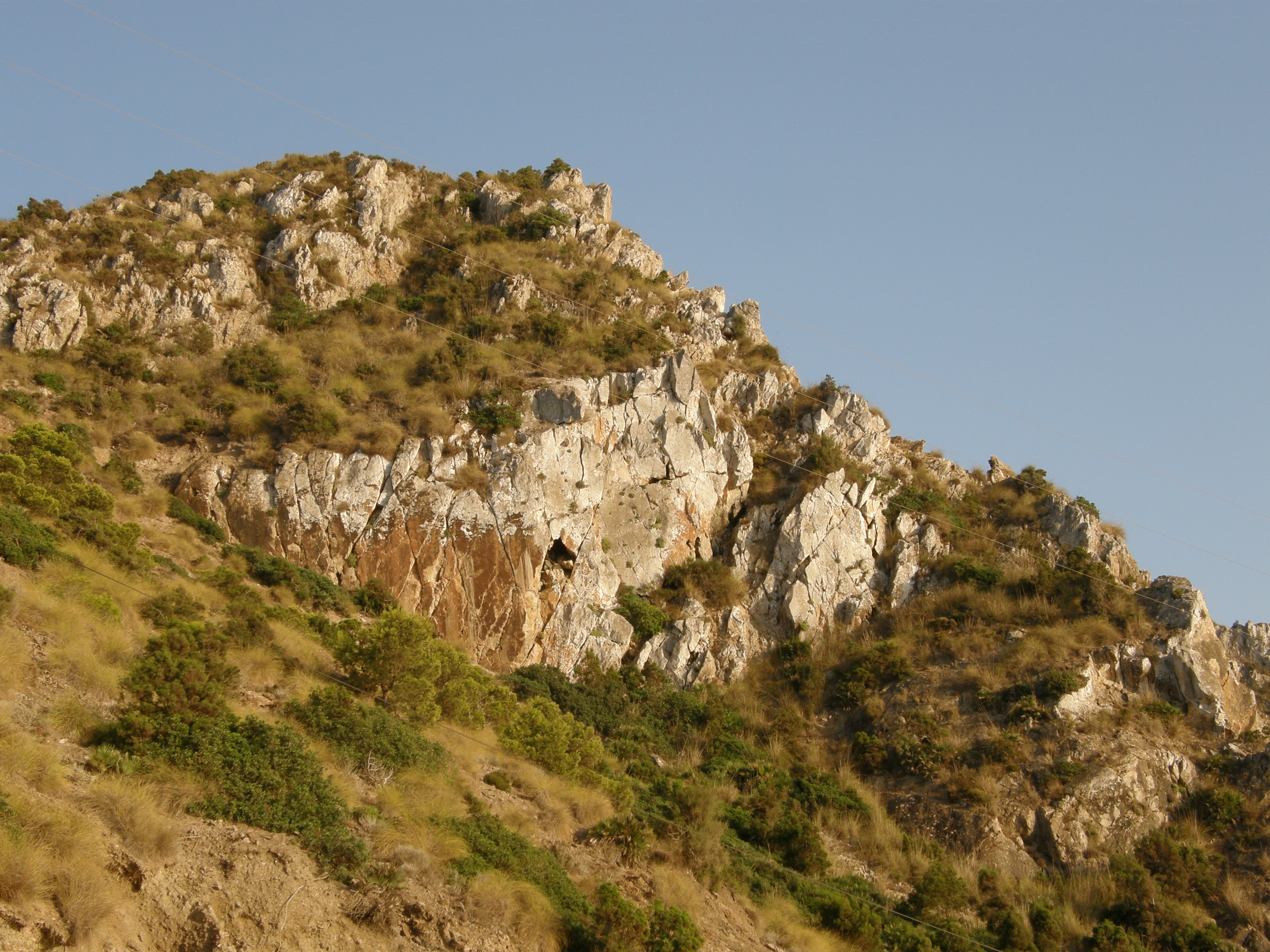
المنحدرات في الحسيمة

يقع المنتزه غرب مدينة الحسيمة، على مسافة 150 كلم شرق مضيق جبل طارق، في المجال التاريخي لقبائل بقيوة الريفية. السلسلة الجبلية التي تغطي الجزء البري للمنتزه تمتد على مسافة 40 كلم، بالموازاة مع البحر، وتلتقي مع الساحل في صورة أجراف يصل علو بعضها إلى 700 متر.

مناخ المنطقة متوسطي، و بسبب القرب من الساحل تتميز منطقة المنتزه بالرطوبة طيلة السنة. و تتسع كثافة الغطاء النباتي للمنتزه في اتجاه الغرب، أي في المناطق التي تعرف نشاطا بشريا أقل.

## الثروة الحيوانية
يحتضن المنتزه مجموعة من الأحياء البحرية والبرية كاللاسعات والديدان المقسمة والرخويات والقشريات وشوكيات الجلد.
تعتبر محمية الحسيمة إحدى آخر معاقل العقاب النساري في حوض البحر الأبيض المتوسط؛ و تحتضن مياهها ثلاثة أنواع من الدلافين، الأزرق الأبيض والكبير والعادي، إضافة إلى فقمة الراهب المتوسطية، المهددة بالانقراض، والتي تتخذ ملجأ لها في المغارات الساحلية الموجودة بالمحمية.

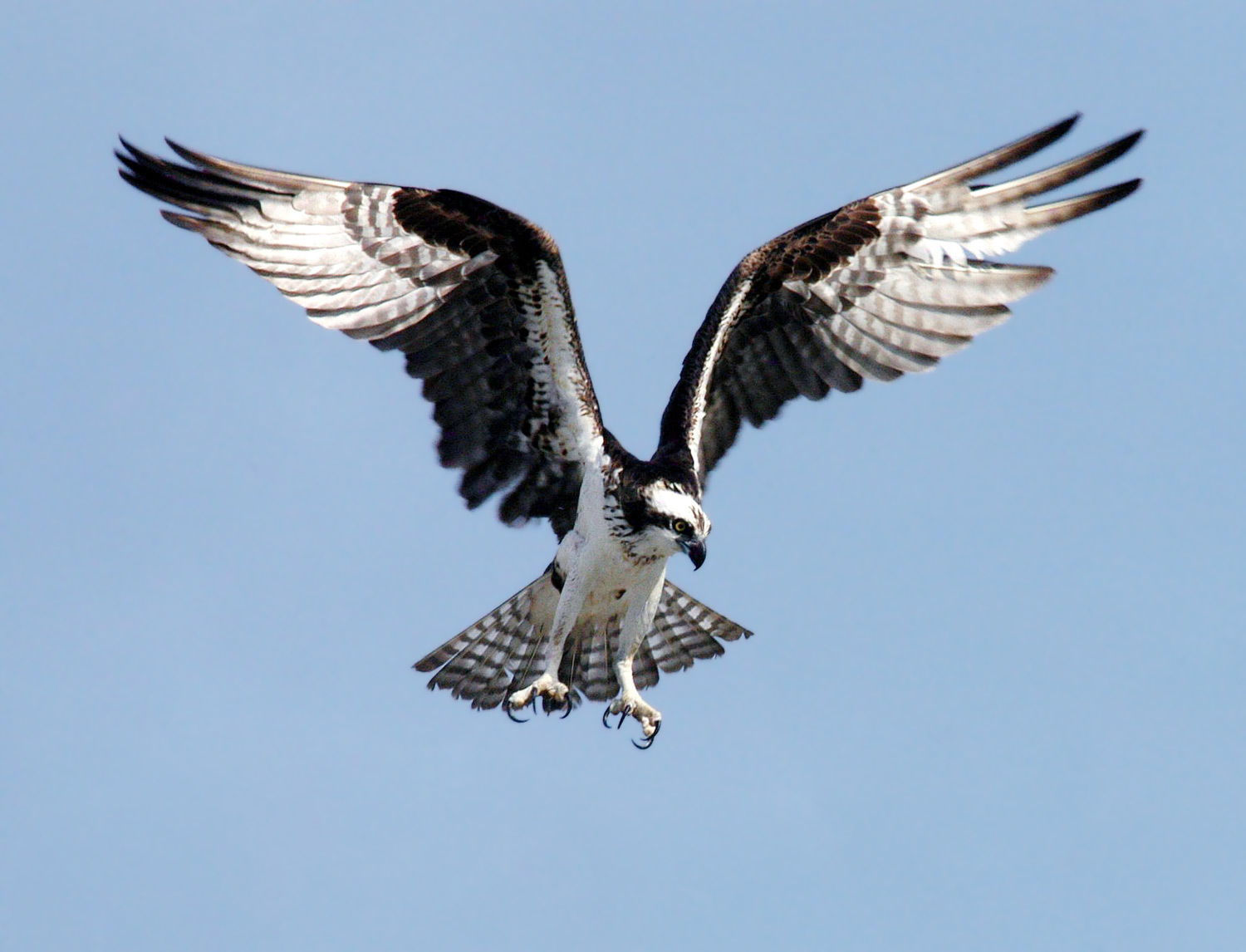
عقاب نساري
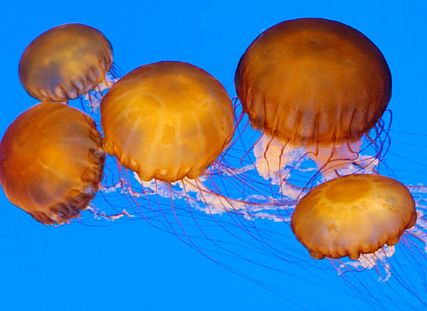
لاسعات
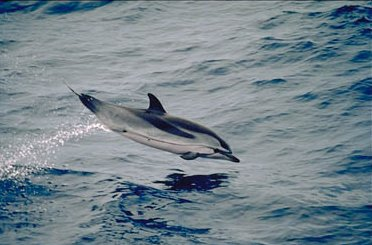
دلفين أزرق أبيض
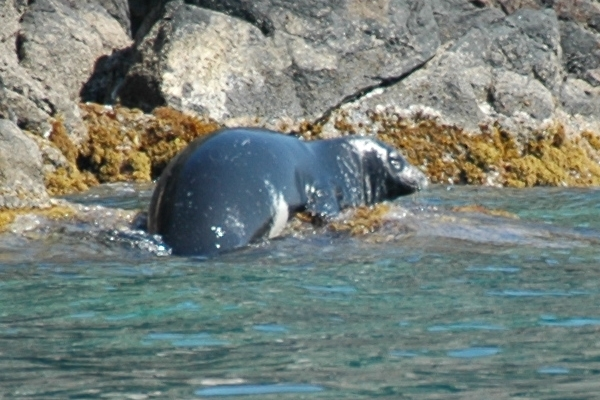
فقمة الراهب المتوسطية

## الثروة النباتية

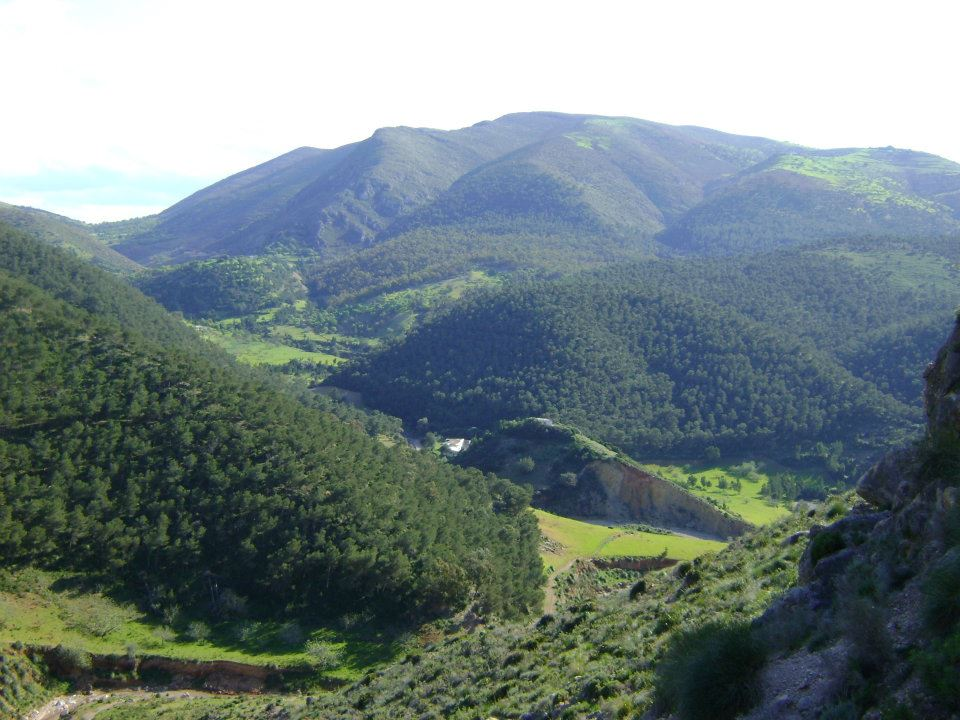
منظر من المتنزه الوطني للحسيمة

تم إحصاء 110 نوعا نباتيا في مجال المحمية، من أهمها:
- العفص
- الصنوبر الحلبي
- البطم العدسي
- الزيتونيات: و خصوصا الزيتونيات المتوحشة (بالفرنسية: L'oléastre)
- الخروب
- السنديان القرمزي
- السنديان الأخضر
- النخل القزم
- السدر الجبلي

## أنشطة بشرية
يتميز المنتزه الوطني للحسيمة بأنشطة إنسانية محدودة كزراعات الحبوب، وأشجار اللوز، في مساحات محدودة، إضافة إلى الرعي الجبلي والصيد الساحلي التقليدي. يضم مجال المنتزه أيضا مآثر تاريخية كبعض الأضرحة المحاطة بحدائق، ويعرف بفضل خصائصه الجمالية تناميا لنشاط السياحة البيئية.

## وصلات خارجية
- صفحة المنتزه بالموقع الرسمي للمندوبية السامية للمياه والغابات